# ヴァイオリンソナタ第32番 (モーツァルト)
ヴァイオリンソナタ第32番 ヘ長調 K.376(374d)は、ヴォルフガング・アマデウス・モーツァルトが作曲したヴァイオリンソナタである。K.55～K.61までの偽作（K.61はヘルマン・フリードリヒ・ラウパッハの作品）を除けば第24番である。

## 概要
2年近くにも及んだマンハイム・パリ旅行を終えてザルツブルクに帰郷したモーツァルトは、1781年の7月に大司教コロレドと訣別し、ザルツブルクを去ってウィーンに定住することになった。
このヴァイオリンソナタは大司教と訣別し、ウィーンに定住した直後の1781年に作曲されたもので、それ以前に作曲されたヴァイオリンソナタと比較して、ヴァイオリンのパートの役割が大幅に増大している。また明るくギャラント風な雰囲気に支配されており、ウィーンに移ったモーツァルトの気分や意気込みを反映しているかのような作品になっている。

## 構成
3楽章の構成で、演奏時間は約17分。
第1楽章 アレグロ
　2つの主題を持つソナタ形式であるが、これ以外にも多くの主題が用いられており、それらがピアノ的な性格を示している。
第2楽章 アンダンテ
　自由な三部形式で構成されたロマンス風の緩徐楽章である。
第3楽章 ロンドー（アレグレット・グラツィオーソ）
　ロンド形式によるフィナーレで、陽気な行進曲風の主要主題と2つのエピソードを中心にして構成されている。